# Gösta Ehrenborg
Gustaf (Gösta) Theodor Casper Ehrenborg, född den 19 september 1882 i Stoby församling i Kristianstads län, död den 14 september 1962 i Gävle, var en svensk militär. Han var son till Casper Ehrenborg.
Ehrenborg blev underlöjtnant vid Kronobergs regemente 1904 och löjtnant där 1908. Han blev kapten vid generalstaben 1916, i Kronobergs regemente 1917, lärare vid artilleri- och ingenjörhögskolan 1918 och kapten vid Svea livgarde 1921. Ehrenborg befordrades till major vid generalstaben och blev stabschef i norra arméfördelningen 1926. Han var chef för skjutskolan vid Rosersberg 1931–1934 och blev överstelöjtnant i Svea livgarde 1932. Ehrenborg befordrades till överste 1934 och blev samtidigt tillförordnad chef för Hälsinge regemente. Han utnämndes till chef för Älvsborgs regemente 1936, men tillträdde aldrig utan blev ordinarie chef för Hälsinge regemente 1937. Ehrenborg var befälhavare för Övre Norrlands militärområde 1940–1942 och inspektör för dess lokalförsvar 1942–1946. Han var tillförordnad kommendant i Boden 1945–1946. Ehrenborg blev riddare av Svärdsorden 1925, av Nordstjärneorden 1934, kommendör av andra klassen av Svärdsorden 1937 och kommendör av första klassen 1940. Under studietiden på Kristianstads högre allmänna läroverk var han 1899 delaktig i bildandet av Idrottsföreningen Kamraterna Kristianstad. Ehrenborg satt med i dess första styrelse tillsammans med bland andra sin kusin Thom Ehrenborg och föreningens grundare Adolf Johnsson.